# 科奇比哈爾土邦
科奇比哈爾土邦（孟加拉語： Kocbihār；1586年－1949年），是一個不丹南方的小王國，东方是阿豪姆王國，東北是恆河平原和孟加拉。
该国在历史上曾先后被莫卧儿帝国和不丹入侵。与不丹的宗主权争端导致了与英国东印度公司的战争。英国驻孟加拉总督沃倫·黑斯廷斯介入后，至印巴分治前，這個土邦一直被英屬印度統治，科奇比哈爾土邦的统治者从1884年起就拥有“玛哈拉贾”的头衔。英国当局有权向他们鸣放十三响礼炮。最后一位统治者于1950年1月1日签署了加入印度联邦的文书。
印度獨立後科奇比哈爾土邦被併入西孟加拉邦，和東巴基斯坦（今孟加拉国）接壤。孟加拉国—印度飞地大多源于该土邦，後进行了交换。